# Swen Ennullat
Swen Ennullat (* 24. April 1976 in Wolfen, Kreis Bitterfeld) ist ein deutscher Kommunalpolitiker, Krimiautor und Whistleblower. Von 2017 bis 2021 war Ennullat Bürgermeister von Königs Wusterhausen im brandenburgischen Landkreis Dahme-Spreewald.

## Leben
Beruflich war Ennullat zunächst als Polizeibeamter und anschließend bis zu seiner Wahl zum hauptamtlichen Bürgermeister in der kommunalen Verwaltung tätig. Im Zusammenhang mit seinen Tätigkeiten im öffentlichen Dienst hat er mehrfach schließlich auch öffentlich auf ihm misslich scheinende Zustände aufmerksam gemacht, weswegen er wiederholt als Whistleblower bezeichnet wurde.
Bei den Bürgermeisterwahlen 2017 in Königs Wusterhausen setzte sich Ennullat, der bis etwa 2016 Mitglied der CDU gewesen war, als Kandidat der Freien Wähler KW am 8. Oktober 2017 (Wahlbeteiligung ca. 35 %) in der Stichwahl mit 71,5 % der Stimmen durch.
Die Abwahl vom Amt des Bürgermeisters erfolgte mit einer Mehrheit von 63,5 % der Stimmen in einem Bürgerentscheid am 7. März 2021. Kritiker hatten Ennullat eine Blockadepolitik bei Entscheidungen des Parlaments vorgeworfen.
Ennullat engagiert sich nach eigenen Angaben im lokalen sowie regionalen Brandenburger Bereich verschiedentlich ehrenamtlich in der Kinder- und Jugendhilfe.
In seiner Freizeit schreibt Ennullat Kriminalromane, von denen bislang zwei im Mitteldeutschen Verlag veröffentlicht wurden.
Swen Ennullat ist verheiratet, Vater dreier Söhne und lebt mit seiner Familie in Königs Wusterhausen.

## Werke
- Alpendohle im  Mitteldeutschen Verlag, Halle 2013
- Germanias Vermächtnis im Mitteldeutschen Verlag, Halle 2016[5]